# Fejcseng
Fejcseng (egyszerűsített kínai írással: 肥城) város Kínában, Santung tartományban. Lakosainak száma 894 115 fő (2020).

## Népesség
| 2010 | 946 627 |
| 2020 | 894 115 |